# Campeonato Mundial de Gimnasia Rítmica de 1999
El XXIII Campeonato Mundial de Gimnasia Rítmica se celebró en Osaka (Japón) entre el 28 de septiembre y el 3 de octubre de 1999 bajo la organización de la Federación Internacional de Gimnasia (FIG) y la Asociación Japonesa de Gimnasia.

## Resultados
| Evento                           | Oro                                  | Plata                                     | Bronce                                |
| -------------------------------- | ------------------------------------ | ----------------------------------------- | ------------------------------------- |
| Concurso completo ind.           | Alina Kabáyeva Rusia 39,924 pts.     | Yulia Raskina · Bielorrusia · 39,774 pts. | Yulia Barsukova Rusia 39,723 pts.     |
| Cuerda                           | Elena Vitrichenko · Ucrania · 10,000 | Alina Kabáyeva Rusia 9,966                | Yulia Barsukova Rusia 9,925           |
| Aro                              | Elena Vitrichenko · Ucrania · 10,000 | Alina Kabáyeva Rusia 9,975                | Eugenia Pavlina · Bielorrusia · 9,925 |
| Cinta                            | Alina Kabáyeva Rusia 10,000          | Yulia Raskina · Bielorrusia · 9,958       | Elena Vitrichenko · Ucrania · 9,933   |
| Pelota                           | Alina Kabáyeva Rusia 9,966           | Yulia Raskina · Bielorrusia · 9,958       | Tamara Yerofeyeva · Ucrania · 9,925   |
| Grupo (5 con mazas)              | Grecia · 19,816                      | Bielorrusia · 19,766                      | Rusia 19,700                          |
| Grupos (3 con cinta + 2 con aro) | Grecia · 19,833                      | Rusia 19,783                              | Bielorrusia · 19,716                  |
| Concurso completo por equipos    | Rusia 119,089                        | Bielorrusia · 118,656                     | Ucrania · 118,322                     |

## Medallero
| Núm. | País        | Oro | Plata | Bronce | Total |
| ---- | ----------- | --- | ----- | ------ | ----- |
| 1    | Rusia       | 4   | 3     | 3      | 10    |
| 2    | Ucrania     | 2   | 0     | 3      | 5     |
| 3    | Grecia      | 2   | 0     | 0      | 2     |
| 4    | Bielorrusia | 0   | 5     | 2      | 7     |

- Datos: Q637210